# Stockholmské souostroví

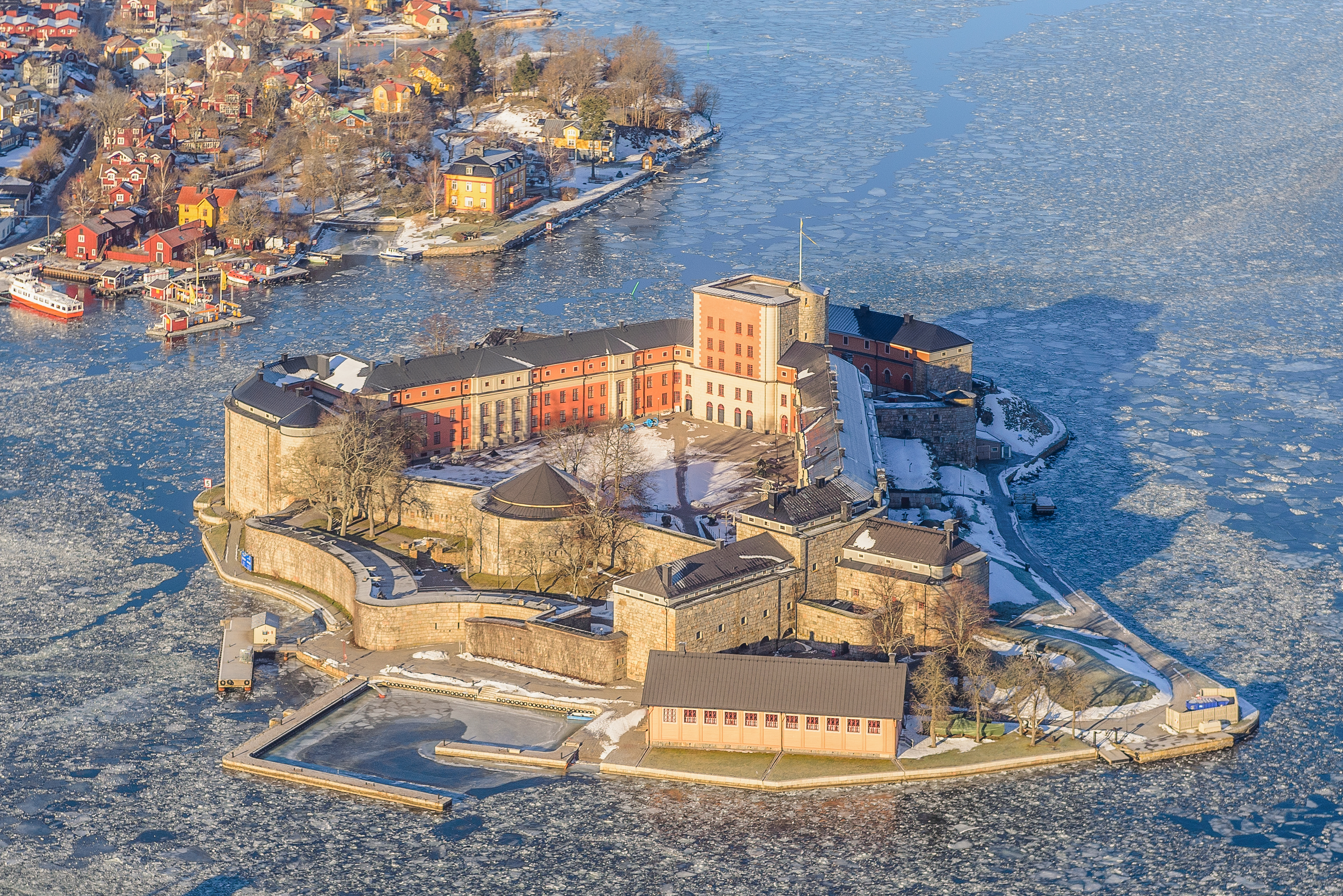
Pevnost Vaxholm

Stockholmské souostroví (švédsky Stockholms skärgård) je největší souostroví Švédska a po finském Ostrovním moři také druhé největší souostroví Baltského moře. Skládá se zhruba ze třiceti tisíc ostrovů a ostrůvků.

## Geografie
Souostroví se rozprostírá od švédského hlavního města Stockholmu až do vzdálenosti přibližně šedesát kilometrů na východ. V severojižním směru se táhne od ostrova Väddö, podél provincící Uppland a Södermanland až k ostrovu Öja, který leží jižně od přístavního města Nynäshamn. Od finské provincie Alandy ho odděluje oblast zvaná Södra Kvarken. Mezi nejznámější ostrovy patří Dalarö, Finnhamn, Grinda, Husarö, Ingarö, Ljusterö, Möja, Nämdö, Nässlingen, Rödlöga, Sandön (známý spíše jako Sandhamn), Svartsö, Tynningö, Utö, Värmdö a Viggsö.
Největší města souostroví (kromě Stockholmu) jsou Nynäshamn, Vaxholm a Norrtälje. Podle vesnice Ytterby na ostrově Resarö byly pojmenovány čtyři chemické prvky, které zde byly mezi léty 1794 až 1878 objeveny: erbium, terbium, ytterbium a yttrium. Jde o jediné místo na světě, kde byly objeveny hned čtyři chemické prvky.
Souostroví také protíná lodní trasa spojující Baltské moře a přístavy ve Stockholmu.

## Historie
Stockholmské souostroví bylo a je formováno postglaciálním vzestupem, díky kterému se celá oblast každoročně zdvihá o tři milimetry. Teprve až v dobách Vikingů se souostroví začalo formovat do dnešní podoby. V roce 1719 mělo přibližně 2 900 obyvatel, dnes zde žije přibližně 10 000 stálých obyvatel. Současné souostroví je oblíbenou prázdninovou destinací s přibližně 50 000 rekreačními chatami, které vlastní převážně obyvatelé blízkého hlavního města Stockholmu. Nadace Stockholmské souostroví, která se věnuje ochraně přírody a kultury, vlastní asi 15% z celkové rozlohy.
Od poloviny 14. století do konce druhé světové války byli obyvateli souostroví hlavně zemědělci a rybáři. Po druhé světové válce si začala mladší generace hledat zaměstnání ve městech a pevnině a tradiční styl života tak začal pomalu mizet. Dnes je většina malých farem na ostrovech uzavřena a rybolov téměř vymizel.

## Kultura
Mnoho básníků, autorů a umělců bylo Stockholmským souostrovím ovlivněno a fascinováno. Patří mezi ně August Strindberg, Ture Nerman, Roland Svensson, Ernst Didring a Aleister Crowley. Benny Andersson a Björn Ulvaeus ze skupiny ABBA napsali většinu svých písní v chatce na ostrově Viggsö.
Velmi oblíbenou činností je plachtění mezi ostrovy. Tyresö Boat Club pořádá od roku 1973 každý rok závod Ornö runt (okolo ostrova Ornö), kterého se může po registraci zúčastnit každý majitel plachetnice.
V zimě zase bruslaři vyrážejí na výlety po ledu.

## Doprava
Spojení větších ostrovů s pevninou zajišťují pravidelné trajektové a lodní linky, které jsou v letní sezóně doplněné výletními plavbami. Na menší ostrovy se obyvatelé dopravují vlastními loděmi nebo vodním taxi.
V létě se souostroví plní soukromými loděmi s turisty, kteří často využívají Allemansrätt (česky právo každého člověka), což je zákon, který umožňuje vystoupit na břeh nebo kotvit na jakémkoli pozemku, který není v přímé blízkosti lidských obydlí.

## Galerie

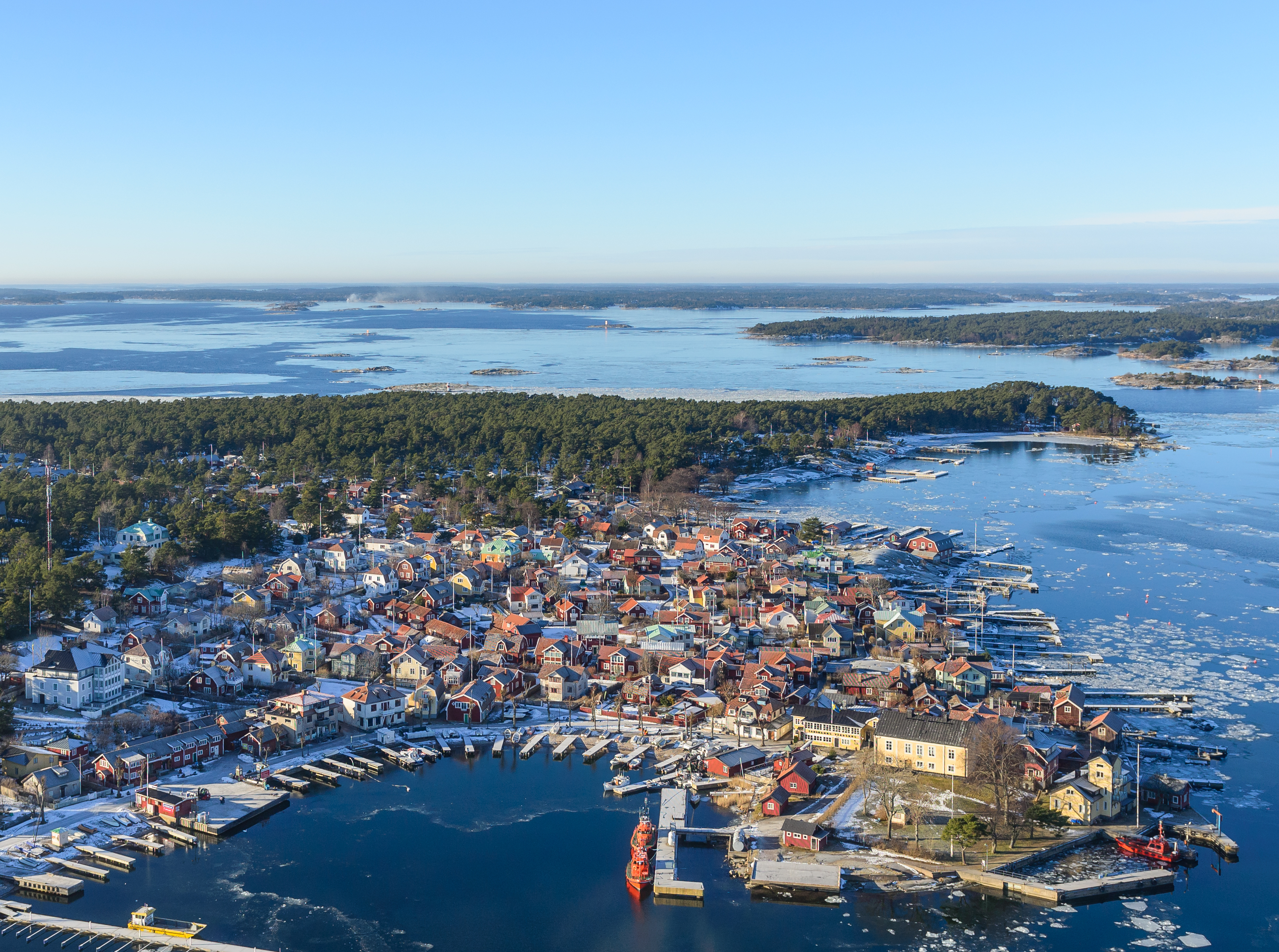
Přístav Sandhamn na ostrově Sandön
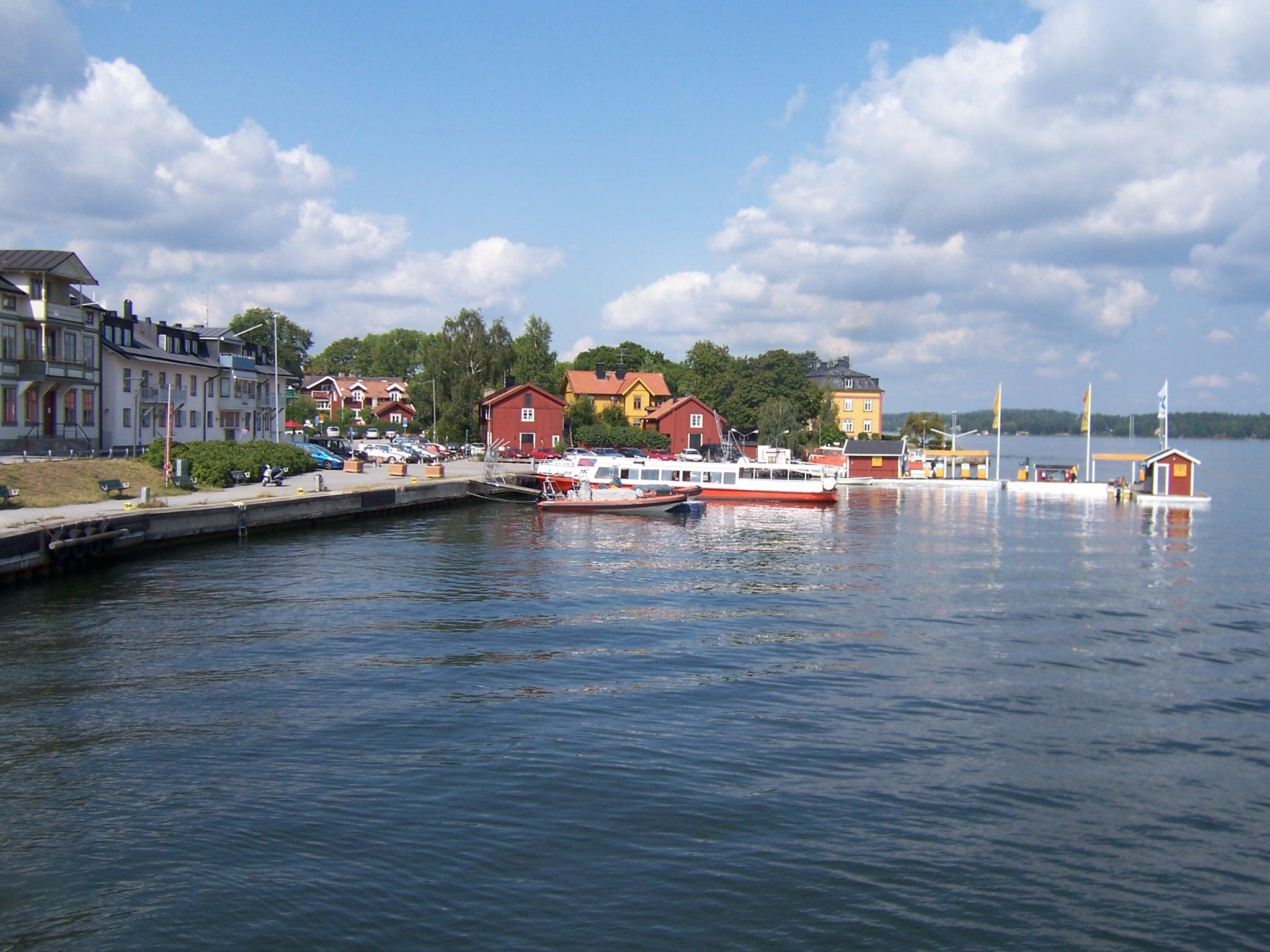
Město Vaxholm
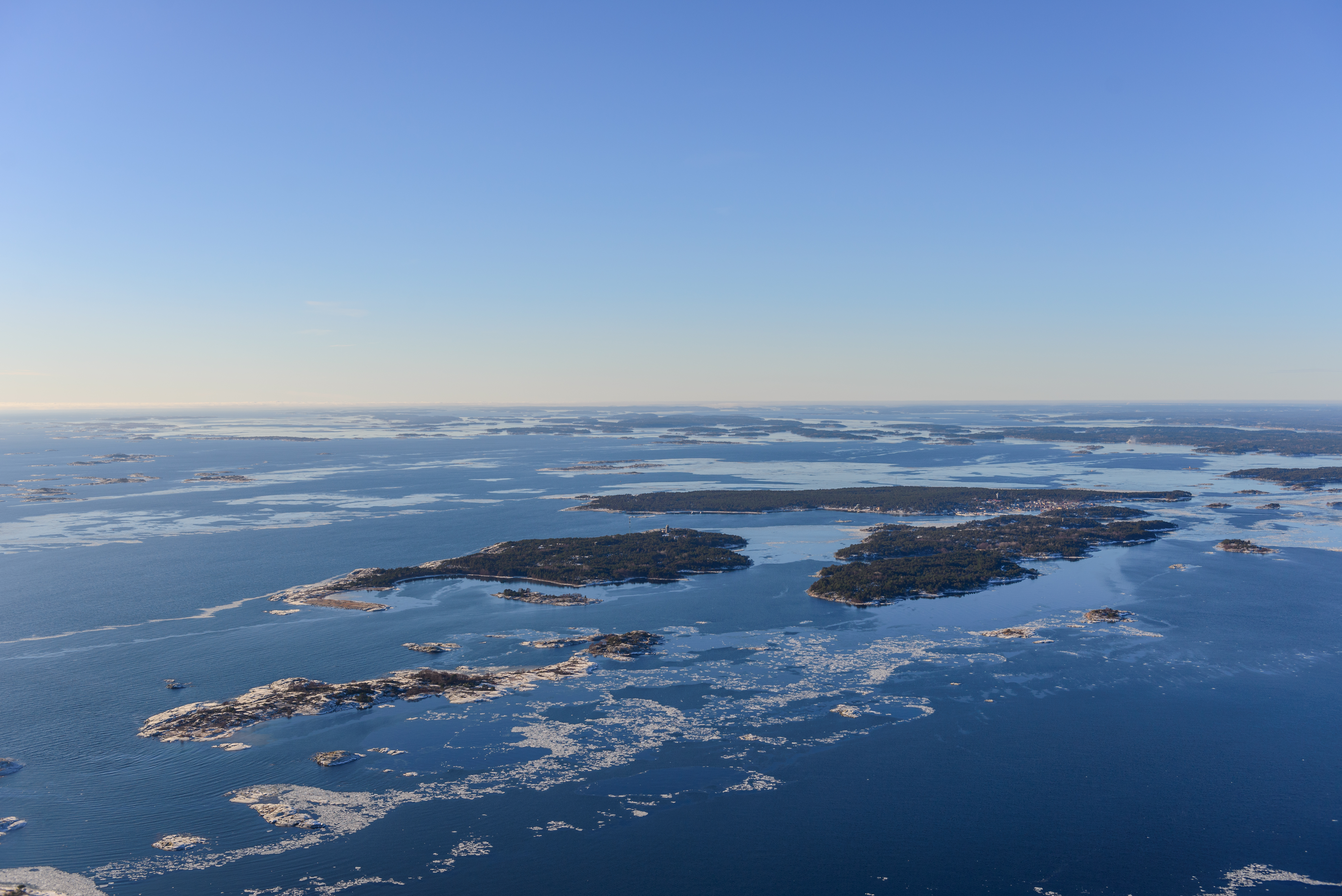
Ostrovy Korsö, Kroksö a Sandon (Sandhamn)
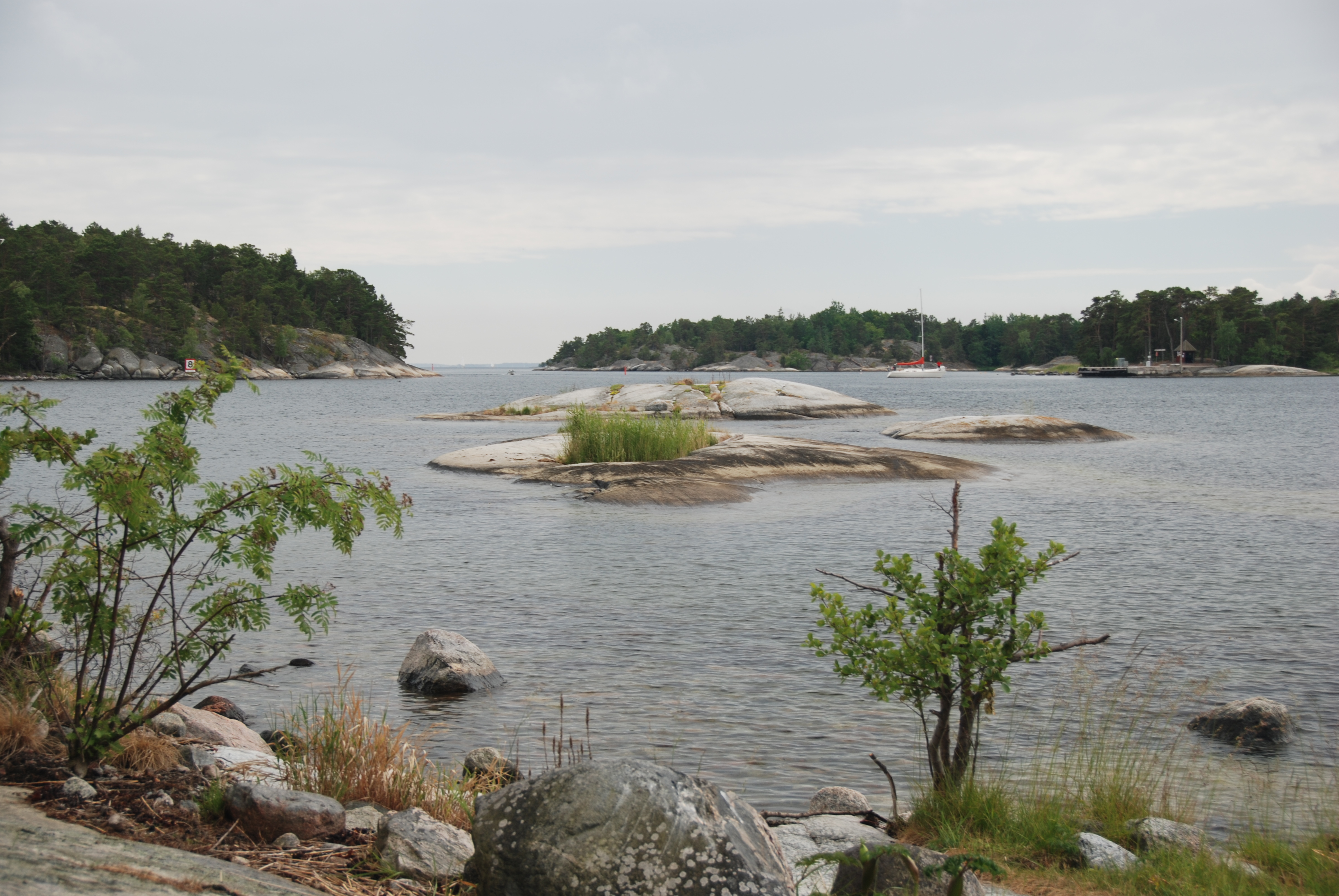
Ostrov Finnhamn
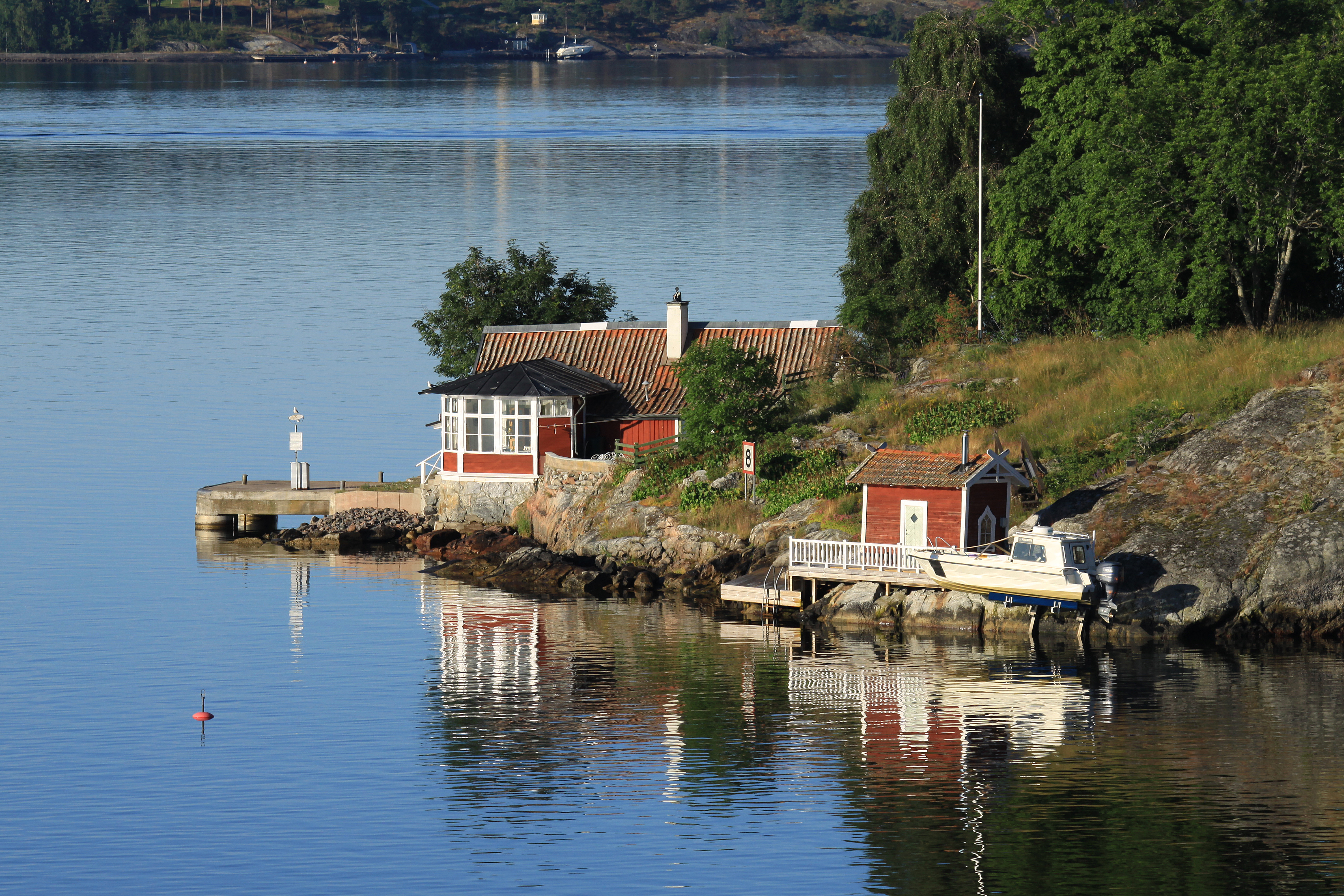
Malebné zákoutí v souostroví